# Бездна (фильм, 1977)
«Бездна» (англ. The Deep) — художественный кинофильм режиссёра Питера Йетса. Премьера в США 17 июня 1977 года. Экранизация романа Питера Бенчли.

## Сюжет
Молодая пара, Гейл и Дэвид, приехали на Бермуды за спрятанными на дне сокровищами с затонувшего французского корабля «Грифон». Останки французского фрегата оказались погребены под транспортным судном «Голиаф» времён Второй мировой войны, забитым боеприпасами и ампулами с морфием, за которыми охотится местный криминальный авторитет Клош.

## Музыка
Музыку к фильму написал композитор Джон Барри, который был к тому времени известен своими работами в ряде фильмов о Джеймсе Бонде. Как и в фильмах о Джеймсе Бонде, Барри продолжил привлечение к сотрудничеству известных певцов для исполнения лейтмотива. Донна Саммер исполнила песню Down Deep Inside. Песня была номинирована на премию Золотой глобус и включена в хит-парад США Hot Dance Club Play.

## В ролях
| Актёр                | Роль                |
| -------------------- | ------------------- |
| Роберт Шоу           | Ромер Трис          |
| Жаклин Биссет        | Гэйл Берк           |
| Ник Нолти            | Дэвид Сандерс       |
| Луис Госсетт-младший | Анри Клош           |
| Илай Уоллак          | Адам Коффин         |
| Дик Энтони Уильямс   | Слэйк               |
| Эрл Мэйнард          | Рональд             |
| Боб Майнор           | Вилей               |
| Тедди Таккер         | Начальник порта     |
| Роберт Тессиер       | Кевин               |
| Ли Макклейн          | Джонсон             |
| Питер Бенчли         | Мэт                 |
| Колин Шоу            | Молодой Ромер Трис  |
| Питер Уоллах         | Молодой Адам Коффин |

## Прокат
Фильм вышел в прокат в Японии 23 июля 1977 года, в Австралии — 11 августа 1977 года, в Мексике и Норвегии — 30 сентября 1977 года, в СССР — в 1981 году (посмотрело 37,9 млн человек).